# Feuerschiff Trelleborgsredd
Das Feuerschiff Trälleborgsredd war ein schwedisches Feuerschiff, das von 1900  als Reserveschiff und von 1901 bis 1930 auf Station Trelleborgsredd vor Trelleborg auf Position 55° 20' N, 13° 08' O stationiert war. Am südlichsten Ende von Schweden im Skåne län wurde zur sicheren Kennzeichnung der Hafeneinfahrt von Trelleborg 1930 ein Caisson-Leuchtturm errichtet (ARLHS  SWE-069, NGA 5572) und machte den weiteren Einsatz des Feuerschiffs auf dieser Position nicht mehr notwendig. Es wurde als RESERV und von 1932 bis 1961 auf der Station Oskarsgrundet im Öresund eingesetzt. Nach der Dekommissionierung erfolgte 1962 der Verkauf an privat. Von 1988 bis 1992 erfolgte der Umbau zum exklusiven Hausboot. Der ursprüngliche Leuchtturm und die Aufbauten werden heute auf dem schwedischen Feuerschiff Nr. 23 VÄSTRA BANKEN verwendet. Seit 1999 liegt es in der Marina Biskopsudden in Stockholm. Dort dient es heute als Konferenz- oder Veranstaltungsschiff für bis zu 40 Personen.

## Geschichte
Es hatte eine kurze Spitze, ein langes Achterdeck mit Achterdeckshaus und einen Heckmast ohne Ballon. Auf einem größeren Deckshaus steht mittschiffs ein weißer, konischer Eisenturm mit Laterne. Die Feuerapparatur bestand aus einer Gürtellinse 4. Ordnung (Ø 500 mm) mit einer Petroleumlampe. Das weiße Festfeuer hatte eine Feuerhöhe von 7 m und eine Tragweite von 10 Seemeilen. Für das Nebelsignal war das Feuerschiff mit einer 260 kg schweren Nebelglocke, zwei Nebelsignalkanonen und Raketenfeuer ausgestattet. Das rot gestrichene Schiff mit der Nummer 21 am Heck trug an beiden Längsseiten in großen weißen Buchstaben den Namen Trelleborgsredd.
1908 wurde das Feuerschiff auf rund 21,6 m verlängert und erhielt eine Unterwasserglocke zur Nebelsignalisierung. 1932 wurde der Turm erhöht und die Linse 4. Ordnung mit Linsenpendel vom Vorgänger-Feuerschiff No.11 IRENE eingebaut. Das weiße Festfeuer hatte nach dem Umbau eine Feuerhöhe von 11 m und eine Tragweite von 11 Seemeilen.

Bilder vom ehemaligen Feuerschiff
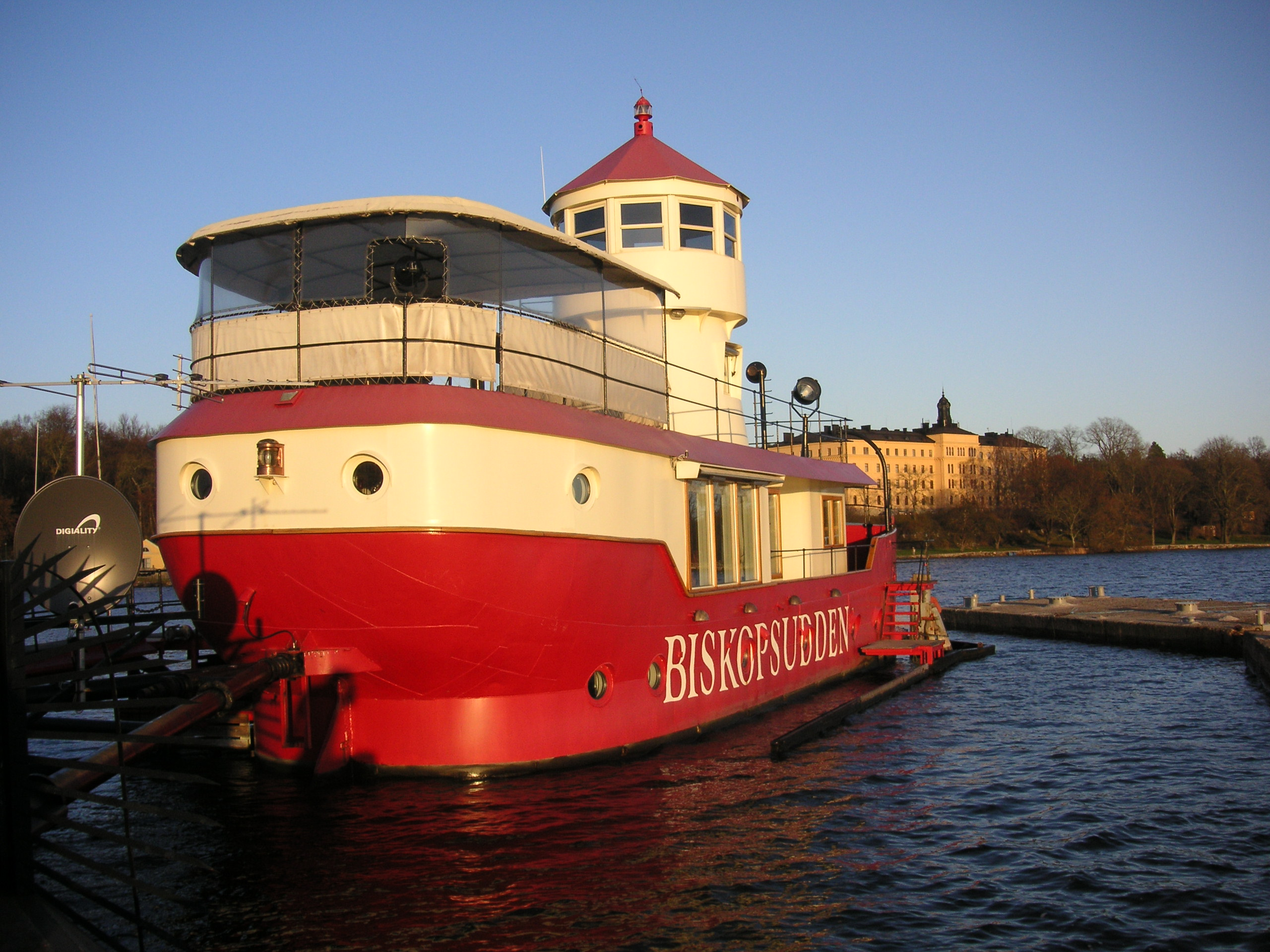
2006
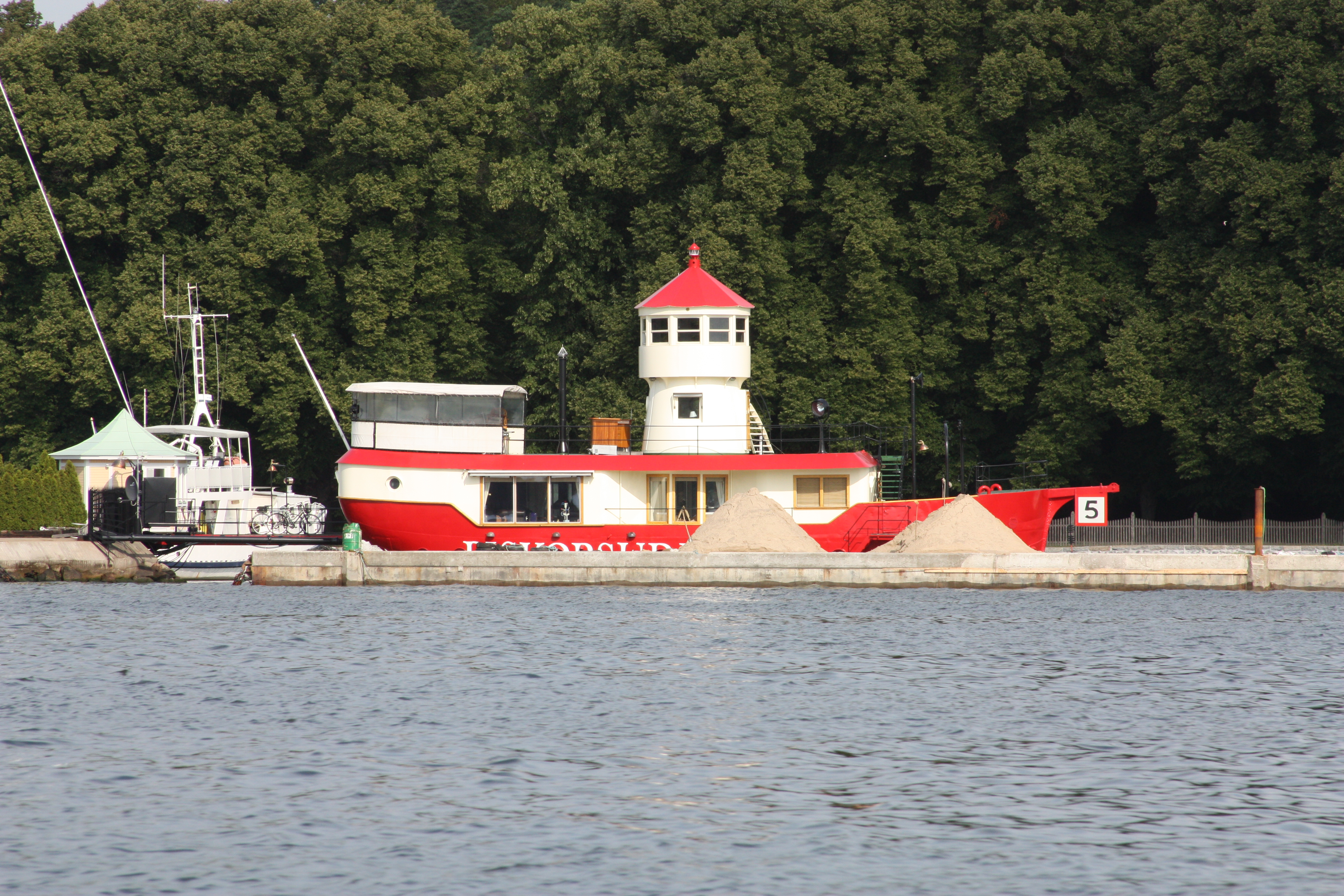
2009
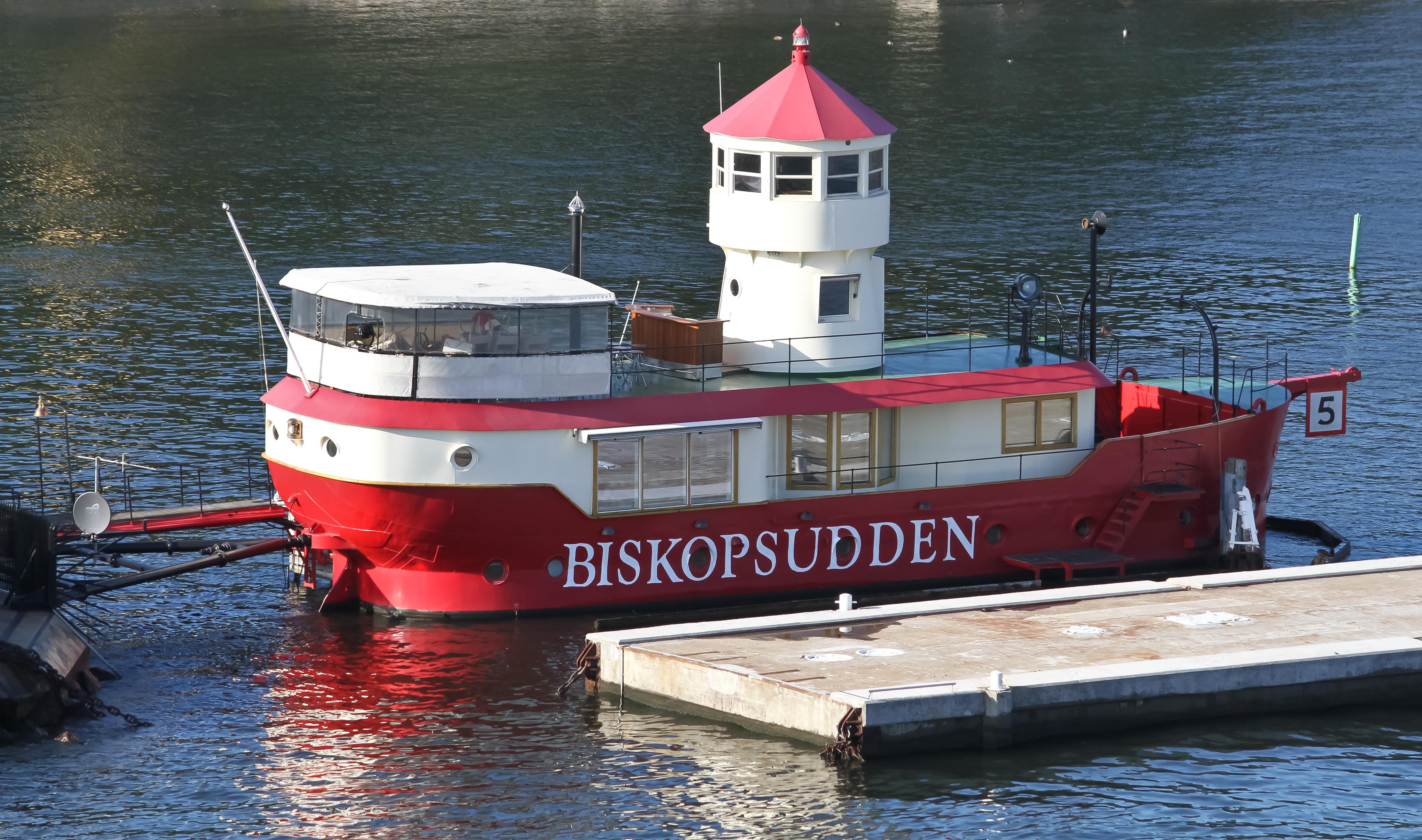
2011